# Unionismus (křesťanství)
Unionismus je v křesťanství hnutí usilující o sjednocení katolické církve a pravoslaví. Bylo aktivní zejména během 19. století a v první polovině 20. století. V českých zemích podporoval unionistické snahy především katolický spolek Apoštolát sv. Cyrila a Metoděje pod ochranou blahoslavené Panny Marie. Hnutí jinými způsoby navazuje na řeckokatolickou církev, která vznikla v 15. století v Polsko-litevské unii.
Jiným významem termínu unionismus v křesťanství je snaha o vytvoření sjednocujích církví v rámci protestantských denominací a tvorbu multidenominačních plných společenství.